# Paul Schröter (Jurist)
Paul Schröter (* 1. September 1898 in Breslau; † 21. August 1977 in Münster) war ein deutscher Jurist in der Eisenbahnverwaltung.

## Leben
Paul Schröter besuchte die Kadettenanstalt in Wahlstatt und die Preußische Hauptkadettenanstalt in Berlin-Lichterfelde. Er nahm am Ersten Weltkrieg teil. Bei den Aufständen in Oberschlesien meldete er sich 1921 als Freiwilliger zum Selbstschutz Oberschlesien. Danach studierte er an der Schlesischen Friedrich-Wilhelms-Universität Rechtswissenschaft. 1920 im Corps Lusatia Breslau recipiert, zeichnete er sich dreimal als Fuchsmajor und einmal als Senior aus. Er wechselte 1922 an die Friedrich-Wilhelms-Universität zu Berlin. 1921 hatte Lusatia mit Marchia Berlin einen Verhältnisvertrag abgeschlossen. Schröter wurde Märker und bewährte sich als Senior. Bei der Deutschen Reichsbahn wurde er 1929 Reichsbahnrat. Bis zum Überfall auf Polen war er bei der Reichsbahndirektion Stettin, beim Bahnbetriebswerk Uelzen und bei der Eisenbahndirektion Essen eingesetzt. Während der Deutschen Besetzung Frankreichs im Zweiten Weltkrieg war er Leiter des Eisenbahnwesens in Frankreich mit Sitz in Paris. Später leitete er die Generaldirektion der Ostbahn in Warschau. Nach der Kapitulation der Wehrmacht wurde er in die Reichsbahn-Generaldirektion in Bielefeld geholt und später wieder in Essen eingesetzt. 1952 wurde er Ministerialdirigent und Leiter der neugegründeten Eisenbahnabteilung im Bundesverkehrsministerium. 1956 wurde er Präsident der Bundesbahndirektion Münster. Schröter  setzte sich besonders für die Förderung des Verkehrs auf der Bahnstrecke Wanne-Eickel–Hamburg (Wanne–Bremen) und der Bahnstrecke Rheine–Norddeich Mole (Hamm–Norddeich) sowie auf der Hannoverschen Westbahn ein. Er sorgte für die Erprobung neuer Dieselloktypen und eine Modernisierung der Betriebsführung. 1963 trat er in den Ruhestand. Er starb kurz vor seinem 79. Geburtstag und wurde auf dem Waldfriedhof Lauheide beigesetzt.

## Ehrungen
- Ehrencorpsbursch des Corps Lusatia Breslau
- Bandverleihung des Corps Moenania Würzburg (1951)[1]
- Großes Verdienstkreuz des Verdienstordens der Bundesrepublik Deutschland (1963)